# Niviventer niviventer
Niviventer niviventer is een knaagdier uit het geslacht Niviventer dat voorkomt in de Himalaya. Deze soort komt voor van Noord-Pakistan tot Sikkim en het West-Bengaalse district Darjeeling. Vroeger werden ook populaties verder naar het oosten, uit onder andere Noordoost-India, Myanmar, Thailand, Indochina, Taiwan, Maleisië en West-Indonesië tot deze soort gerekend, maar die worden nu beschouwd als aparte soorten (N. confucianus, N. culturatus, N. fulvescens en N. tenaster). N. niviventer heeft waarschijnlijk geen nauwe verwanten.